# Lumbricillus nipponicus
Lumbricillus nipponicus is een ringworm uit de familie van de Enchytraeidae. De wetenschappelijke naam van de soort is voor het eerst geldig gepubliceerd in 1937 door Yamaguchi.